# Cerkiew Opieki Matki Bożej w Ottawie
Cerkiew Opieki Matki Bożej – prawosławna cerkiew parafialna w Ottawie, w eparchii montrealskiej i kanadyjskiej Rosyjskiego Kościoła Prawosławnego poza granicami Rosji.

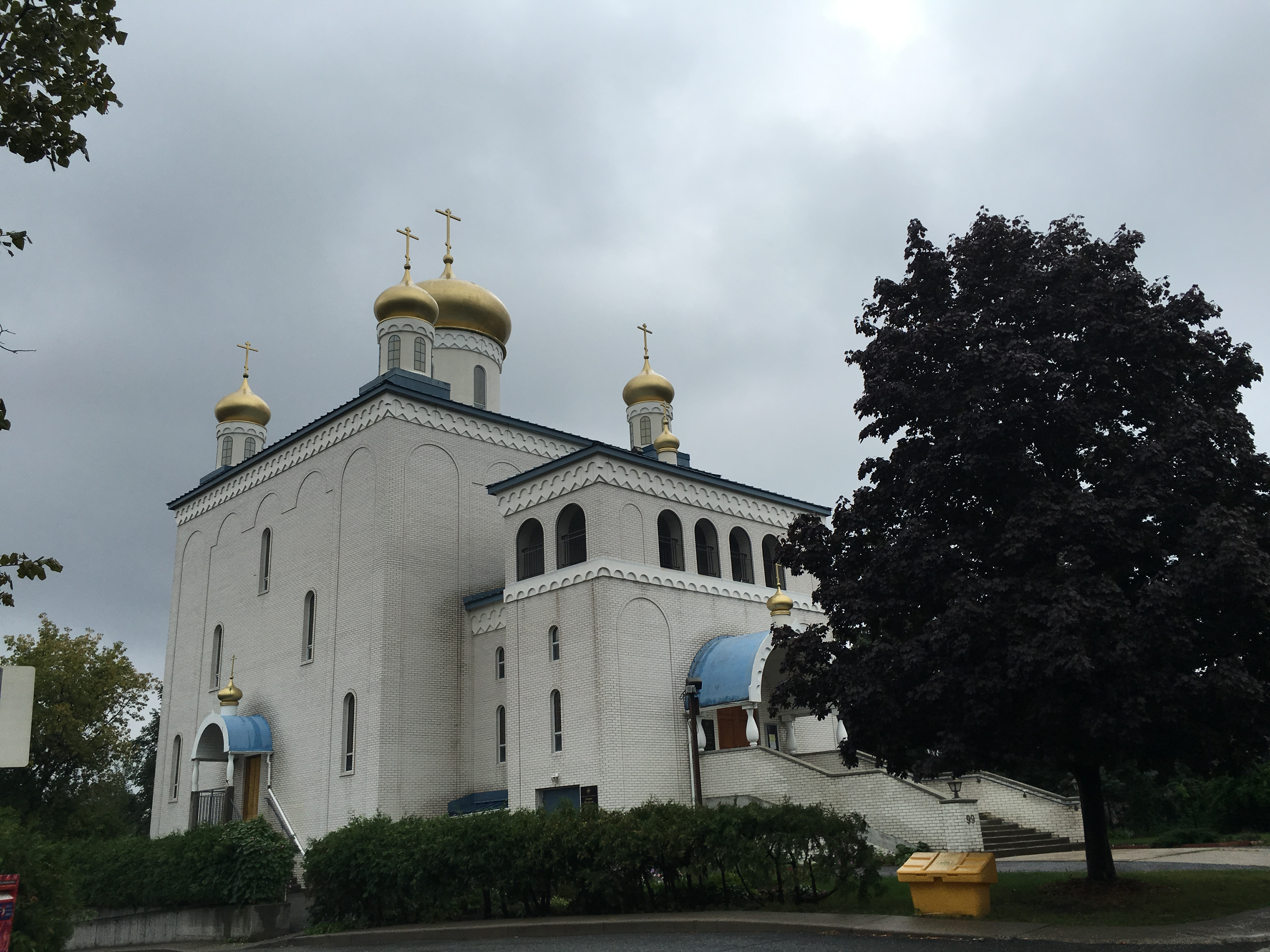
Widok ogólny

Cerkiew została wzniesiona w 1988, celem upamiętnienia 1000-lecia chrztu Rusi. Świątynia służy też miejscowej parafii, działającej od lat 50. XX w.
Przy cerkwi funkcjonują: Dom Opieki św. Włodzimierza, biblioteka i szkółka niedzielna.